# クラブ (ゴルフ用具)

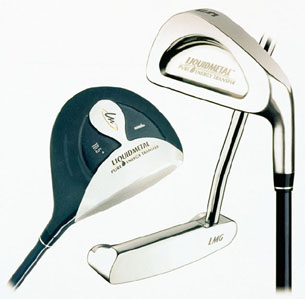
各種ゴルフクラブ

クラブ（club）は、ゴルフにおいてボールを打つために使用される用具。ゴルフクラブとも呼ばれる。

## 概要
ゴルフをプレーする際、使用できるクラブの本数は、1人14本までに制限されている。通常のクラブセットは、ウッドと呼ばれるクラブが3、4本、アイアンと呼ばれるクラブが8、9本、パターが1本の組み合わせが多い。各クラブはそれぞれ想定された飛距離を打ちやすく作られており、長いクラブで長距離を、短いクラブでは短い距離を狙う。通常、長いクラブほど扱いが難しくなる。
ヘッドの打撃面であるクラブフェイスと地面に対する垂直線からなる角度をロフト角といい、これが弾道の高さが決定する主な要因である。
クラブは、ヘッド、シャフト及びグリップの各部分から構成される。
大きくウッドとアイアンに区別されるが、アイアンとウッドの中間的特性を持つユーティリティと呼ばれるクラブも存在し、クラブのセッティングをゴルファーの特徴に合わせて多彩にしている。
クラブには数字による番手が付けられているものがあるが、これらは番号が大きいほど短い距離を打つためにデザインされている。

## ウッド

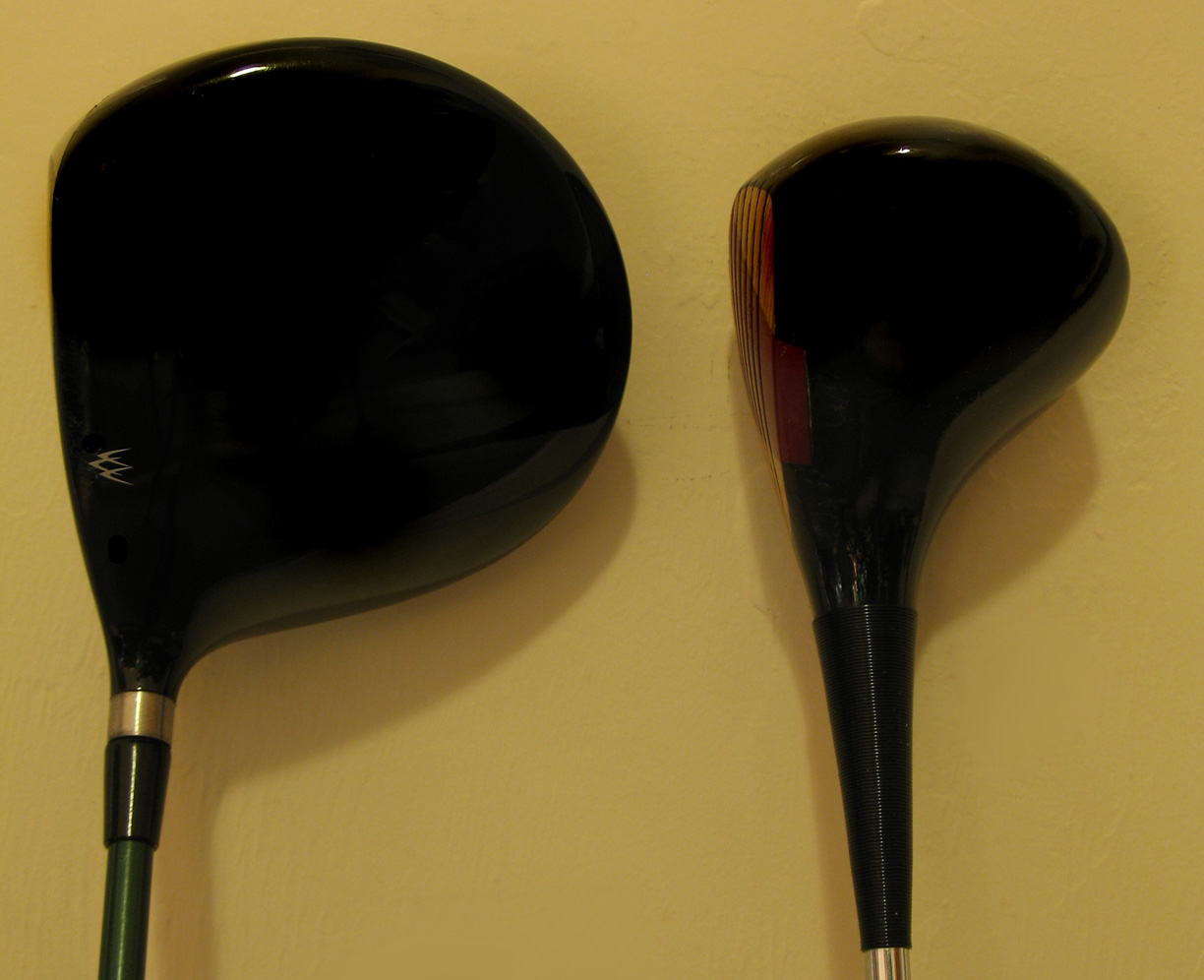
「ウッド」のクラブ。素材が金属であっても、この形状のクラブは、慣習的にウッドと呼ばれる。

従来は、ヘッドはパーシモン（柿の木）など木製が主流だったが、現在はステンレスやチタン合金などのメタル製やカーボンファイバーとメタルの複合製に取って代わられた。金属製であっても、呼称はウッドである。
| 記号 | 名称(和)             | 名称(英)      | 旧名称(英) | 備考                                                                                               |
| ---- | -------------------- | ------------- | ---------- | -------------------------------------------------------------------------------------------------- |
| 1W   | 1番ウッド/ドライバー | 1-wood/Driver | -          | 飛距離が出るため、長いコースでの第1打に使用される。実際は「1番ウッド」と呼ばれることはあまりない。 |
| 2W   | 2番ウッド/ブラッシー | 2-wood        | Brassie    | 近年では使用する競技者は少ない。                                                                   |
| 3W   | 3番ウッド/スプーン   | 3-wood        | Spoon      | |
| 4W   | 4番ウッド/バッフィー | 4-wood        | Baffy      | |
| 5W   | 5番ウッド/クリーク   | 5-wood        | Cleek      | |
| 7W   | 7番ウッド/ヘブン     | 7-wood        | -          | 日本ではキャロウェイが発売したHeavenwoodに倣って「ヘブン」と呼ばれる場合がある。                   |
| 9W   | 9番ウッド            | 9-wood        | -          | |
| 11W  | 11番ウッド           | 11-wood       | -          | |

7番、9番、11番はショートウッドとも呼ぶ。
1番ウッド以外を総称してフェアウェイウッド（FW）とも呼ぶ。ティーからの使用に限らず、フェアウェイから使用することを意図されているクラブであり、ロングアイアンの代替となる。

## ユーティリティ

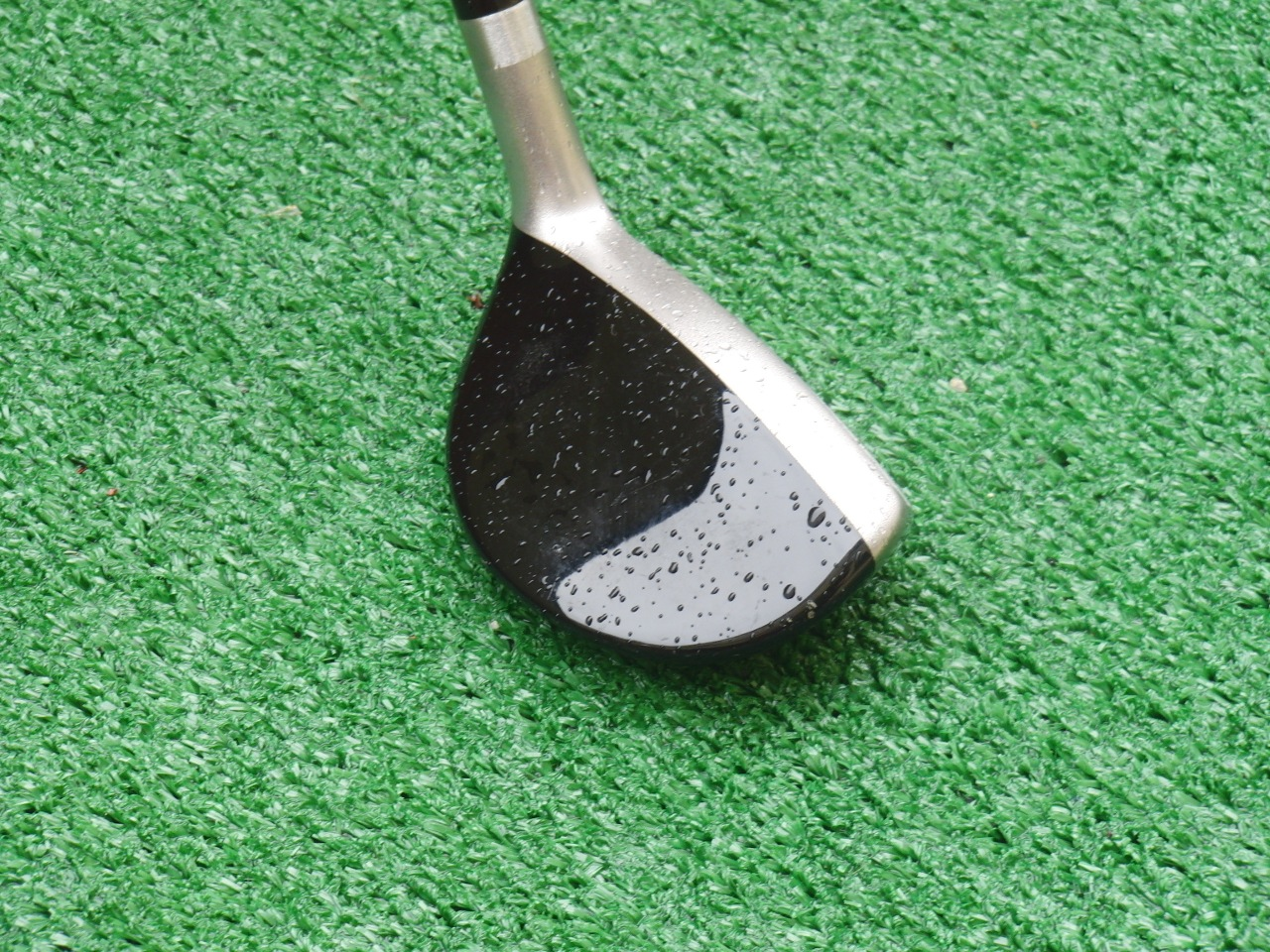
ヘッドがウッド型のユーティリティ。アメリカでは、この形状は「ハイブリッド」と呼び分ける。

ユーティリティ（UT）は、性能的・形状的にウッドとアイアンの中間にあるクラブである。クラブの長さはアイアンの流れを汲む。
形状はアイアン型であったりウッド型であったりする。ヘッドの部分にはある程度の厚みがあり近年ではウッドを小顔化したものが主流でラフ等悪いライからの抜けをより良くしたものが多い。
アイアン型の物も少数であるが存在しヘッド肉厚を中空構造にしたり、ポケットキャビティー型にしたりと、一般的に難しいとされているロングアイアンの距離を簡単に打てるようさまざまな工夫がなされているが総じて上級者向けの物が多い。
日本においてはハイブリッド、ユーティリティ共にユーティリティと称されるのが一般的だが、米国においてはウッド型ユーティリティはハイブリッド、アイアン型をユーティリティと称するのが相場と言われているようである。

## アイアン

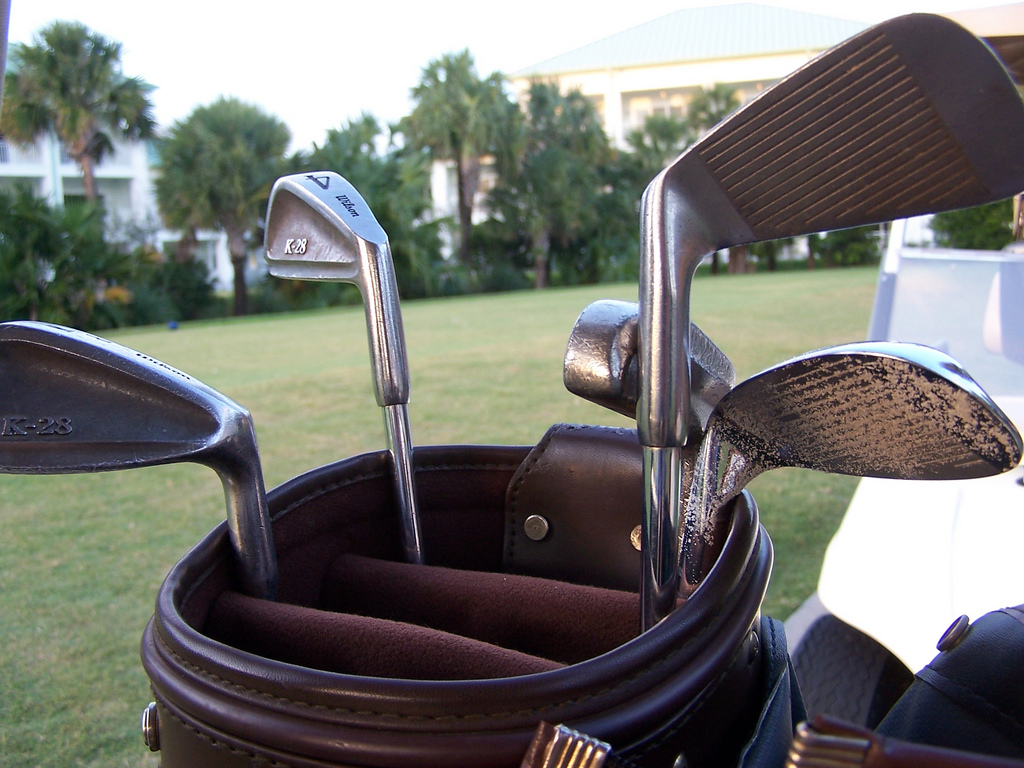
「アイアン」のクラブ。ウッドと比べ、薄くなっている。

クラブのうち球を当てる部分（ヘッド）が鉄製だったため「Iron」と呼ばれるものを指す。概してシャフトへの取り付け部分となる「ホーゼル」と呼ばれる筒状の部分と、ゴルフボールへの接触面となる薄い板状で溝のある「フェイス面」とで構成されるクラブヘッドをもつ。ウッドクラブ同様数字で区分されるものの他に「ウェッジ」と呼ばれる比較的短距離用のクラブがある。
| 記号    | 名称(和)             | 旧名称(和)             | 名称(英)       | 旧名称(英)       | 備考                             |
| ------- | -------------------- | ---------------------- | -------------- | ---------------- | -------------------------------- |
| 1I      | 1番アイアン          | ドライビング・アイアン | 1-iron         | Driving iron     | 近年では使用する競技者は少ない。 |
| 2I      | 2番アイアン          | ミッド・アイアン       | 2-iron         | Mid iron         | 近年では使用する競技者は少ない。 |
| 3I      | 3番アイアン          | ミッド・マッシー       | 3-iron         | Mid mashie       |                                  |
| 4I      | 4番アイアン          | マッシー・アイアン     | 4-iron         | Mashie iron      |                                  |
| 5I      | 5番アイアン          | マッシー               | 5-iron         | Mashie           |                                  |
| 6I      | 6番アイアン          | スペード・マッシー     | 6-iron         | Spade mashie     |                                  |
| 7I      | 7番アイアン          | マッシー・ニブリック   | 7-iron         | Mashie niblick   |                                  |
| 8I      | 8番アイアン          | ピッチング・ニブリック | 8-iron         | Pitching niblick |                                  |
| 9I      | 9番アイアン          | ニブリック             | 9-iron         | Niblick          |                                  |
| PW      | ピッチング・ウェッジ | -                      | Pitching wedge | -                |                                  |
| AW, P/S | アプローチ・ウェッジ | -                      | Approach wedge | -                |                                  |
| SW      | サンド・ウェッジ     | -                      | Sand wedge     | -                |                                  |
| LW      | ロブ・ウェッジ       | -                      | Lob wedge      | -                |                                  |

### 素材・構造
名前の通りクラブヘッドは、過去は鉄（英語：Iron）であったため、この名がある。現在では鉄に各種の加工を施した鋼（英語：steel）が使われることも多いが、「ウッド」と同様、素材に関わらず慣習的に「アイアン」と呼ばれる。
そのほとんどが金属で、製造コストと製品精度との兼ね合いからプレス製法を用い旧来からの形状が受け継がれていたが、カーステン・ソルハイム（PING社の創業者）が、自身が開発したパターの理論を応用し、「フェイス面」の背面を切削することにより重心点付近の重量を周辺部へ配分したアイアンを製作したことにより変化が見られるようになる。後に「キャビティ」と呼ばれるようになるこの構造は、球を「フェイス面」上の重心点、所謂"芯"を多少はずれて捉えた場合においても、距離の損失および方向性の安定が高く、なおかつ打球の上を容易とする構造は評価されたが、1個1個削り出す作業が製造コストを著しく増加させたため、砂型に鋳鉄を流し込む鋳造製法が選択されることとなった。このような製法上の理由により、欧米では伝承形である背面が平らかわずかな盛り上がりを持つ「マッスルバック」アイアンは従来どおり鍛造に向く鉄製が継続され、一方、新型「キャビティバック」アイアンは鋳造後も表面の腐食を防ぐクロムメッキの必要がないSUS鋼（ステンレス）の採用が一般的となり量産され、アマチュアゴルファーに広まった後、上級者、プロゴルファーにも波及した。
日本においては「マッスルバック」が上級者およびプロゴルファーらが好む、手から伝わる打撃時の感触いわゆる「打感」重視で、軟鉄を「キャビティバック」アイアンに採用した製品が生産されるようになった。欧米では価格が障壁となり存在が難しかったこの組み合わせは、富裕層のほか、高価格製品の購入を躊躇わない顧客には問題なく受け入れられたとみえ、一般的なアイアンとなっている。
その後、ヘッドの低重心化・大型化などに伴うカーボンファイバーやチタン合金などの素材の採用や、更に周辺重量配分を推し進めたボックスキャビティ構造などが登場している。

### アイアンの番手について
距離に合わせて1番アイアンから9番アイアンまである。4番よりも番手が若いアイアンをロングアイアンと呼ぶ。但し、現代ではクラブのモデル、時代、ロフトによって様々であり4・5番からロングアイアンと呼ぶ場合もある。
近年のゴルファーはロングアイアンを使用せず、代わりに使い方が易しいとされているウッドクラブやハイブリッド、ユーティリティクラブをクラブセットの中に加える傾向が強い。プロゴルファーの間でも1・2番アイアンはほとんど使われなくなっている。さらに3・4番アイアンにもその流れは波及してきている。
日本の男子プロゴルファーで永久シードを持つ片山晋呉はミドルアイアン以降（恐らく6番以降）をバックに入れたセッティングである。近年では女子ゴルファーにも7番アイアンからのセッティングが増えている。
市販されるアイアンセットも6番や7番からのモデルも増えている。理由としては近年のストロングロフト化で打ちにくくなったミドルアイアンのアマチュアが打ちやすい限界ロフト角を持った番手がこれにあたる。それよりも長い距離を打つ適正番手はユーティリティー以降となる。
一時石川遼が使用していた0番アイアンと言われるものは実はアイアン型ユーティリティーでYONEX社が出していた「ゼロアイアン」（ロフト16 - 23度）である。0番アイアン自体は存在しない。

## パター

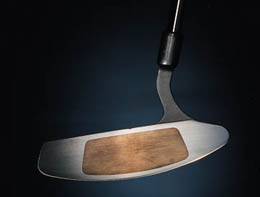
パタークラブ

グリーン上ではパターと呼ばれるクラブを使用する。ボールを転がすことを目的としたクラブである。
パターはストロークで打つ事が他のクラブと違う特殊な点である。
グリーン面の保護という観点から、通常のアマチュアのラウンドではローカルルールにてグリーンでのパター以外の使用が規制されている。なお、パターの交換が認められていないプロの試合等ではこの限りではない。
2021年のマスターズ・トーナメントでは、3番ウッドを使用した選手の例がある。
ロフト角はあまり明記されることはないが3 - 4度が多くシャフトは34インチ前後の物が多い。
2000年頃からシャフトがドライバー並みに長い長尺パターが登場して、主にプロゴルファー等に愛用している者がいた。体の一部をシャフトに付けてストロークする「アンカリング」を禁止する規制が2016年に施行され、以降は通常パターに戻すプロ（アダム・スコット等）が多く、影を潜めつつある。アンカリングをしないで使い続けるプロも居る（ベルンハルト・ランガー等）ので一定の需要はあるようだが、アマチュアで使う者はあまりいないのが現状である。

## クラブのスペックの名称
- ロフト角（Loft angle）：ボールを高く打ち上げるためのクラブヘッド面の傾斜角度。※Loftは、打ち上げるという意味。
- ライ角（Lie angle)：地面とシャフトの中心線との角度。
- 反発係数（COR = Coefficient of Restitution）：ボールとクラブの衝突前後での相対速度の比。一般に素材の剛性（ヤング率、たわみ・変形の起こりにくさ）が低いほど、たわみ量が増加し、CORは高くなる。2008年にR&A（英）とUSGA(米)が、「0.83まで」と規制しており、その試験方法も規定されている。[3]
- バウンス角（Bounce angle）：クラブのシャフトを地面と垂直にした時に、ヘッドのリーディングエッジとソール面とが為す角。
- ヘッド体積、重心深度、重心距離、クラブ長さ、クラブ重さ、バランス、慣性モーメント
- シャフト、シャフト・フレックス、シャフト重さ、振動数、シャフト・トルク、シャフト調子(キックポイント)

## 規制
クラブに関しては、近年ゴルフ用品メーカーの開発競争が激化した結果、ドライバーにおけるヘッドの大容量化やクラブフェースの反発係数の大幅な向上などが続いた。これによりボールの飛距離も飛躍的に向上し、2000年代に入るとゴルフコース設計者が意図しなかったようなロングドライブが相次ぐようになったことから、「クラブの開発に何らかの規制を設けるべきでは」との意見がゴルフ関係者の間でも強くなり、クラブ性能に対しても徐々に規制が設けられるようになっている。
ドライバーについては、まずプロ競技において2003年よりクラブフェースの反発係数値（COR値）の上限を0.83とすることが決定。アマチュアゴルファーに対する規制は地域によって姿勢が分かれ、アメリカ合衆国では全米ゴルフ協会（USGA）が2003年よりアマチュアについてもCOR値の上限を0.83とした一方で、イギリス・日本などR&A管轄下の国では規制開始を2008年からとした。
なお、反発係数規制は「パター以外の全てのクラブに適用される」とのことで、アイアンにも一部COR値規制に引っかかる製品が存在する。このほかクラブのヘッド体積や長さについても規制が存在し、現在はUSGA・R&A共にヘッド体積は最大460cc、クラブ長は最長48インチを上限としている。ただし、一部のドライビングコンテストにおいては最長50インチまでのクラブの使用を認めている。
アイアンについても、近年の開発の進展によりボールに対するスピン量が大きく増しているため、スピン量の低減（それによりラフからのショットの難易度が増す）を主な目的に、USGAとR&Aでは2010年からロフト角25度以上のクラブのフェースに刻まれている溝の構造について新たな規制を行うことを発表している。なおアマチュア競技については2014年から規制の対象となり、一般のゴルファーは2024年まで規制前のクラブを使用することが認められる。
一方で以前と比べ規制が緩和されている部分もある。その一つが「クラブの調整機能」に関するもので、以前から認められていたクラブヘッドのウェイト位置の調整（ヘッドに鉛などを貼って調整を行うもの）に加え、2008年からはクラブのロフト角・ライ角・フェースアングルなどをゴルファーが自分で調整できる機能を搭載したクラブの発売が認められるようになった。現在テーラーメイドゴルフ社を先駆けに大手クラブメーカーの多くがこれらの調整機能付きクラブが発売しているが、基本的には専用工具を用いてクラブヘッドとシャフトを分離して調整が行えるタイプのものが多い。テーラーメイドではこの調整機能を発展させた形で、使用により摩耗したクラブフェース部分のみを交換できるようにした製品（ウエッジ）も一時販売していた。

## メーカー
主に大手企業
- アキラプロダクツ - 中堅ゴルフメーカー。飛びを追求したADRシリーズ。高反発モデルのVintageシリーズ。またPROTOTYPEシリーズはゴルフメーカーには珍しくツアープロ支給品を提供している。
- ダンロップスポーツ - 住友ゴムの子会社で、名義上はダンロップとする。CI刷新の一環で派生ブランドとして新設したXXIO（ゼクシオ）SRIXSON(スリクソン)を主力ブランドとする。
- ブリヂストンゴルフ - ブリヂストンの子会社。
- フジクラシャフト（藤倉コンポジットカーボンシャフト部門） - カーボンシャフトを手掛ける独自ブランド。
- キャロウェイ - クラブ、ボール
- オデッセイ - パター
- テーラーメイド - クラブ、ボール
- グラファイトデザイン - シャフトメーカー
- USTマミヤ - シャフトメーカー
- FOOTJOY - ゴルフシューズ大手
- MIZUNO - クラブ、ボール
- YAMAHA - クラブ
- 三菱レイヨン - シャフトメーカー
- タイトリスト - クラブ、ボール
- スコッティキャメロン - パター
- PING - クラブ
- COBRA - クラブ。　プーマの子会社
- キャスコ - 四国初にして随一のゴルフ用品メーカー。グローブに強い
- グローブライド（旧ダイワ精工） - 中堅スポーツ用品メーカー。本業の釣り具関連（※Daiwa（ダイワ）ブランド）ではトップ級を誇る知名度を誇る。新CI導入の一環によりゴルフウェア参入（専用ブランドは「onoff（オノフ）」）。
- ヨネックス - 新潟発祥の中堅スポーツ用品メーカー。本業のバドミントン関連では圧倒的ブランド力と世界シェアを誇り、世界屈指のカーボン形成技術を持つ。その為、その他事業においてもカーボン技術を駆使した製品の比重が高い。
- PRGR - 横浜ゴム工業のゴルフ部門
- 本間ゴルフ

地クラブ（じくらぶ）メーカーと呼ばれる、中小企業や零細企業のクラブメーカーも多数存在し、近年ではこれらの企業のクラブの特色も注目され人気があり存在感を出している。主に量販店（GOLF5、NIKIGOLF）よりも地域に密着したゴルフ工房で販売される。
主にシャフトとの組み合わせはオーナーによるオーダーメイドで作られる傾向が強い。吊るしで主に売られている大手メーカーの物に比べマークダウンされる事が少ないので中古市場等に出回っても比較的高値で取引される傾向がある。

## シャフト
シャフトは、金属（通常は鋼）またはカーボンファイバー（グラファイト）をベースにした複合材料で作られた円錐形のチューブです。グリップ周辺の直径は約13mm（0.5インチ）で、長さは86cmから122cm（34〜48インチ）です。シャフトの重さは素材や長さにより45〜150グラム（1.6〜5.3オンス）です。多数の異なる設計が存在しますが、ゴルフクラブのシャフトの基本的な役割は変わっていません。それは、プレイヤーがボールに効果的なスイングをかけるための遠心力を生み出すことです。正しいグリップでシャフトを操作すれば、プレイヤーはより遠く、より正確にボールを打つことができ、しかも少ない力で済みます。
- 素材は主に鋼また[11] はグラファイト／カーボン[12] ファイバーです。より珍しい素材も試みられましたが、成功は限定的でした。
- フレックス（Flex）はシャフトの硬さの指標で、相対的なものでありメーカーによって異なります[13][14]。 一般的には以下のような表記が使われます：レギュラー（R）、スティフ（S）、エクストラスティフ（X）、シニア（A）、レディース（L）。
- 曲がりポイント（ポイント オブ ベンディング）はクラブの長さの中でシャフトがしなる場所を指します。モデルによって異なる位置にありますが、一般的にグリップに近い曲がりポイントは低い打ち出し角とスピンをもたらし、一方ヘッドに近い曲がりポイントは高い打ち出し角とスピンを生みます。
- 長さと重さは、ゴルファー個人に合ったクラブを調整するためのパラメーターです。シャフトの長さはゴルファーの身長に応じて変えられます。シャフトはさまざまな重量で製造されており、技術レベルや体力に合ったものを選べます。

適切なドライバーシャフトの選択は非常に重要で、だいたいのスイングスピードを基準にするのが良いでしょう。
新しいドライバーは常により遠くへボールを飛ばせる設計を提案していますが、それは誤りです。全てはシャフトにかかっています。シャフトはクラブの80％を占め、飛距離を最大20ヤード伸ばすことができます。望む結果を得るには適切なシャフト選びが不可欠です。また、一部のメーカーは、スイングスピードがレギュラーシャフトの上限（90〜100マイル/時（140〜160 km/h）） に入るプレイヤー向けに、「レギュラースティフ」や「スティフ」シャフトを提供し、アマチュアでもパワーのあるプレイヤーに合わせた硬さの調整を可能にしています。